# 베이FM
베이FM은 일본의 FM라디오 방송국으로 지바현에서 방송을 실시하고 있다.
애칭은 bayfm(혹은 bayfm78), 콜사인은 JOGV-FM이다.

## 연혁
- 1988년 9월 - 예비 면허 취득.
- 1988년 10월 28일 - 주식회사 FM사운드 지바설립.
- 1989년 7월 - 시험 방송 개시.
- 1989년 9월 - 본면허 취득.
- 1989년 10월 1일 - 일본 32번째 FM방송국으로 개국.
- 1996년 12월 - 인터넷 홈페이지 개설.
- 2004년 10월 - 개국 15주년을 기해 상호를주식회사 베이 에프엠으로 변경.

## 주파수
- 지바 본국:78.0MHz
- 조시 중계국:79.3MHz
- 가쓰우라 중계국:87.4MHz
- 다테야마 중계국:77.7MHz
- 시라하마 중계국:79.7MHz

## 보충서술
- 도쿄 도심부까지 전파가 닿기 때문에 도쿄와 주변 지역을 의식해 전반적으로 지역색을 억제한 편성을 취하고 있다.
- 지바현내에 나리타공항이 있기 때문에 여객기 발착정보도 방송하고 있다.

## 지바현에 있는 다른 텔레비전·라디오 방송국
- NHK 지바 방송국
- 지바 TV(CTC)(독립 텔레비전 방송국)